# Cormorant Island (Aleuten)
Cormorant Island ist eine kleine unbewohnte Insel der Andreanof Islands, die zu den Aleuten 
gehören. Die etwa 150 m lange Insel liegt in der Bay of Islands, welche zu Adak Island gehört.